# Höllenberg (Heidesheim)
Koordinaten: 49° 59′ 41″ N, 8° 9′ 8″ O
Das Naturschutzgebiet Höllenberg liegt auf dem Gebiet des Landkreises Mainz-Bingen und der Stadt Mainz in Rheinland-Pfalz.

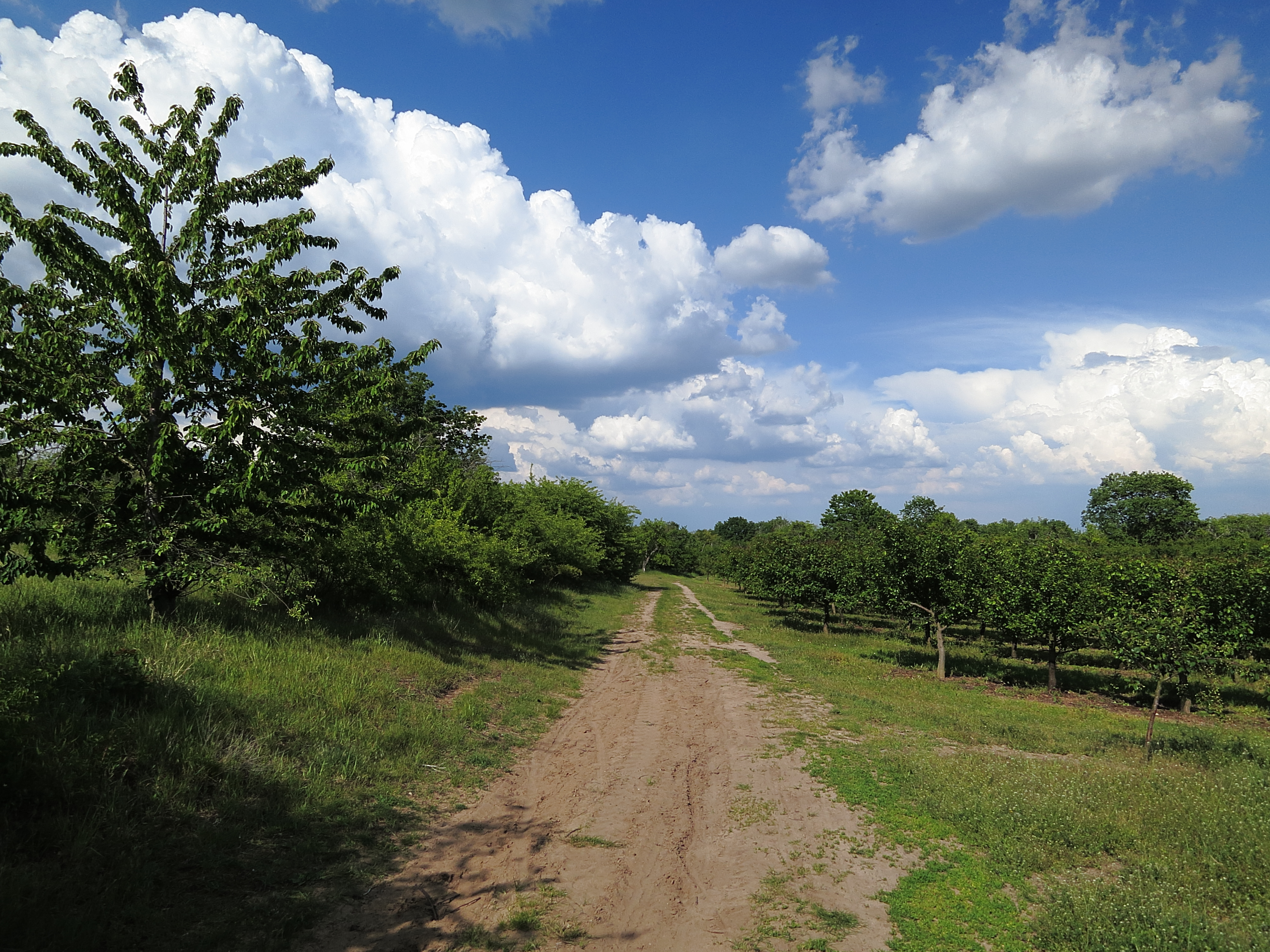
NSG Höllenberg bei Mainz

Das 151,47 ha große Naturschutzgebiet, das mit Verordnung vom 5. April 1995 unter Naturschutz gestellt wurde, erstreckt sich östlich von Heidesheim am Rhein. Nördlich direkt angrenzend an das Gebiet verläuft die A 60.
Der im Naturschutzgebiet liegende namengebende Berg ist 203,3 Meter hoch.